# Décès en septembre 2003
Décès
- 1999
- 2000
- 2001
- 2002
- 2003
- 2004
- 2005
- 2006
- 2007

Pour une information complémentaire, voir la page d'aide.

| Date          | Nom                        | Activités                                                                     | Âge | Source |
| ------------- | -------------------------- | ----------------------------------------------------------------------------- | --- | ------ |
| 1er septembre | Rand Brooks                | acteur américain                                                              | 84  |        |
| 1er septembre | Morog, Jean-Paul Delhumeau | sculpteur, graveur et peintre français                                        | 80  | (en)   |
| 1er septembre | Alexandr Skocen            | footballeur polonais naturalisé canadien                                      | 84  |        |
| 2 septembre   | Maria Manton               | peintre non figurative française                                              | 92  |        |
| 4 septembre   | Lola Bobesco               | violoniste belge d'origine roumaine                                           | 83  |        |
| 6 septembre   | Maurice Michael Otunga     | cardinal kényan, archevêque de Nairobi                                        | 80  |        |
| 7 septembre   | August Hofman              | joueur et entraîneur de football belge                                        | 79  | (nl)   |
| 8 septembre   | Leni Riefenstahl           | danseuse, actrice, réalisatrice et photographe allemande                      | 101 |        |
| 9 septembre   | Joaquim Homs               | compositeur espagnol d'origine catalane                                       | 97  |        |
| 9 septembre   | Larry Hovis                | acteur et scénariste américain                                                | 67  |        |
| 9 septembre   | Edward Teller              | physicien nucléaire hongro-américain, père de la Bombe H                      | 95  |        |
| 10 septembre  | Harry Goz (en)             | acteur de comédie musicale américain                                          | 71  |        |
| 10 septembre  | Anna Lindh                 | ministre suédoise des Affaires étrangères                                     | 46  |        |
| 11 septembre  | John Ritter                | acteur américain                                                              | 54  |        |
| 12 septembre  | Johnny Cash                | chanteur, guitariste et auteur-compositeur de musique country américain       | 71  |        |
| 13 septembre  | Pavel Nesleha              | peintre, dessinateur, graveur et photographe tchécoslovaque puis tchèque      | 66  | (cs)   |
| 14 septembre  | John Serry (père)          | accordèoniste de concert, organiste, compositeur, éducateur Italo-amèricain   | 88  |        |
| 15 septembre  | Josef Hiršal               | poète, romancier et traducteur tchèque                                        | 83  |        |
| 16 septembre  | Erich Hallhuber (en)       | acteur allemand                                                               | 52  |        |
| 20 septembre  | Margaret Harriman          | sportive handisport sud-africaine                                             | 75  | (en)   |
| 22 septembre  | Gordon Jump (en)           | acteur américain                                                              | 71  |        |
| 23 septembre  | Hatem El Mekki             | peintre tunisien                                                              | 85  |        |
| 24 septembre  | Lyle Bettger               | acteur américain                                                              | 88  |        |
| 25 septembre  | Josef Wagner               | coureur cycliste suisse                                                       | 87  |        |
| 26 septembre  | Robert Palmer              | chanteur britannique                                                          | 54  |        |
| 26 septembre  | Jean-Pierre Ronfard        | metteur en scène, comédien et dramaturge canadien                             | 74  |        |
| 27 septembre  | Donald O'Connor            | acteur américain                                                              | 78  |        |
| 28 septembre  | Elia Kazan                 | réalisateur, metteur en scène de théâtre et écrivain américain                | 94  |        |
| 28 septembre  | Wilfrid Lemoine            | journaliste, animateur, présentateur, poète, romancier et essayiste québécois | 69  |        |
| 28 septembre  | Dany Bébel-Gisler          | sociologue, linguiste, chercheur au CNRS et auteur française                  | 68  |        |